# Syngnathus makaxi
Syngnathus makaxi — вид морських іглиць. Поширений в центральній і західній Атлантиці біля берегів Мексики. Морська тропічна демерсальна риба.